# Decalepis nervosa
Decalepis nervosa là một loài thực vật có hoa trong họ La bố ma. Loài này được (Wight & Arn.) Venter mô tả khoa học đầu tiên năm 1997.